# شيرمارن بونياساك
شيرمارن بونياساك (التايلاندية: ไลลาบุญยศักดิ์) والمعروفة باسم ليلى بونياساك هي ممثلة سينمائية وتلفزيونية وعارضة أزياء تايلاندية اشتهرت بدورها كجون/تانغ في فيلم حب سيام، مما أكسبها جائزة سوفاناهونغ الوطنية للفيلم لأفضل ممثلة مساعدة لأفضل ممثلة مساعدة وجائزة جمعية نقاد بانكوك لنفس الفئة. تضمنت أدوارها السينمائية الأخرى شخصية الشبح في أفلام الرعب الكوميدية للمخرج يوثليرت سيباباك بوباه راهتري وبوباه راهتري المرحلة الثانية: عودة راهتري. ظهرت أيضًا في فيلم الحياة الأخيرة في الكون، حيث صورت الأخت الصغرى للشخصية التي تلعبها أختها الكبرى في الحياة الواقعية، داران بونياساك.

## روابط خارجية
- Laila Boonyasak في قاعدة بيانات الأفلام على الإنترنت
- Chermarn Boonyasak في موقع الطماطم الفاسدة
- شيرمارن بونياساك على إنستغرام